# Theo Brandmüller
Theo Brandmüller (* 2. Februar 1948 in Mainz; † 26. November 2012 in Saarbrücken) war ein deutscher Komponist Neuer Musik, Organist und Hochschullehrer.

## Werdegang
Brandmüller studierte Schul- und Kirchenmusik sowie Komposition bei Giselher Klebe, Olivier Messiaen und Cristóbal Halffter sowie instrumentales Theater bei Mauricio Kagel, er wurde als Stipendiat der Studienstiftung des deutschen Volkes aufgenommen.
Nach einer Tätigkeit als Organist an St. Georg in Mainz-Bretzenheim erhielt er 1979 einen Ruf an die Hochschule für Musik Saar. Dort wirkte er zunächst als Professor für Musiktheorie, dann für Komposition, Analyse und Orgelimprovisation. Später war er auch Leiter des Instituts für Neue Musik. Seit 1982 war er zudem Titularorganist an der Saarbrücker Ludwigskirche und seit 1986 Consiliarius der Consociatio Internationalis Musicae Sacrae in Rom.
Den internationalen Durchbruch als Komponist erreichte er 1977 bei den Weltmusiktagen in Athen mit dem Werk Ach, trauriger Mond, einer Auftragsarbeit für den Südwestfunk.
Sein kompositorisches Schaffen, das aus etwa 130 Werken besteht, umfasst weltliche Musik und Kirchenmusik, Kammer- und Vokalmusik sowie Musik zu Bühnenwerken und sinfonische Kompositionen. Eine vom Saarländischen Staatstheater in Auftrag gegebene Oper blieb unvollendet. Anregungen für sein Komponieren fand er u. a. in der Lyrik von Christian Morgenstern und Federico García Lorca sowie in der Bildenden Kunst (etwa bei Paul Klee).
Neben seiner Tätigkeit als Hochschullehrer wirkte er als Dozent in verschiedenen Kompositionskursen: Er betreute die Jugend-komponiert-Kurse der Jeunesses Musicales und lehrte beim „Forum junger Komponisten“. Ebenso war er international als Dozent für Orgelkomposition und -improvisation tätig.
Bei seinen weltweit stattfindenden Orgelkonzerten bevorzugte Brandmüller zeitgenössische Werke und Improvisationen. Dabei arbeitete er mit international bekannten Dirigenten wie Marcello Viotti, Max Pommer, Gabriel Chmura, Leif Segerstam, Cristóbal Halffter und Peter Ruzicka zusammen.

## Ehrungen
- 1972: Förderpreis für Komponisten des Landes Rheinland-Pfalz
- 1977: Kompositionspreis der Stadt Stuttgart
- 1979: Rom-Preis der Villa Massimo
- 1986: Kunstpreis des Saarlandes
- 1986: Prix Marzena, Seattle
- 1998: Kunstpreis Rheinland-Pfalz
- 2005: Ehrendiplom des Observatoire des Relations Franco-Allemandes pour la Construction Européenne
- 2007: Ehrengast der Villa Massimo (Rom)

## Kompositionen (Auswahl)

### Kammermusik
- Musik der Stille und Obertöne (1972, rev. 1978) für Klaviertrio und Schlagzeug
- Cis-Cantus II (1986) für Viola, Violoncello und Kontrabass
- Still und heiter (1991) für Blockflöte (Sino.A.T.B) und Schlagzeug
- Konzert auf dem E-Zweig (1991) (nach einem Bild von Paul Klee) für Viola solo (Eckart Schloifer gewidmet)
- Imaginations (1991) für Viola und Kammerensemble
- Nirwana-Fax I – in memoriam John Cage (1996) für Kammerensemble
- Nirwana-Fax II – in memoriam Olivier Messiaen (1996/97) für Kammerensemble
- Nachtflug mit Messiaenfenster (2008) für Klavierquartett
- Geheime Botschaften (2012) für Klarinettenquintett

### Konzertwerke
- Sonata a tre (1973) für Flöte, Mezzosopran und Violoncello
- Apokalyptische Vision (1975) für Bassstimme und Orgel nach Worten der Heiligen Schrift
- Reminiszenzen (1975, rev. 1976) für Orchester
- Ach, trauriger Mond (1977). Klage um Federico García Lorca für Schlagzeug-Solo und Streicher
- Morgenstern – Abendstern (1977). „Vertonungen“ einiger Abendgedichte von Christian Morgenstern für Bariton, zwei Klaviere, Tuba, Kontrabass und Schlagzeug
- Wie Du unseren Vätern geschworen hast (1978). Kantate für Altstimme, zwei Trompeten, zwei Posaunen, Orgel nach Texten der Heiligen Schrift
- Dramma per Musica (1979/80) für großes Orchester
- Venezianische Schatten (1981). Epitaph auf Igor Strawinsky für kleines Orchester
- Konzert für Orgel und Orchester (1981)
- U(h)rtöne (1985) für großes Orchester
- Cis-Cantus III „Lorca-Kathedralen“ (1987) für großes Orchester
- OrganuM–zart (1991). Orchesterfantasie über einen Mozartschen Molldreiklang für Klarinette, Streicher, Schlagzeug und Orgel
- Und der Mond heftet ins Meer ein langes Horn aus Licht und Tanz (1992/93). 5 kosmische Episoden für Viola, Violoncello, Kontrabass und großes Orchester (mit Tonband) nach Text-Ideen von Federico García Lorca
- Chimères (1996) für Saxophonquartett und Orchester (mit Tonband)
- Antigone (1999) 3. Klanggesang für Chor mit Soli, 2 Klaviere und Schlagzeug
- Lass den Balkon geöffnet (2004/05). 5 Nachtrufe für Orchester

### Bühnenmusik
- zu Zwei zu Ross und einer auf dem Esel von Oldřich Daněk
- zu Die Bluthochzeit von Federico García Lorca
- zu Hamlet von William Shakespeare
- zu Sir John und Goldjunge Heinz (frei nach Die lustigen Weiber von Windsor)
- zu Katharina Knie von Carl Zuckmayer
- Löwe, leih mir deine Stimme. Luzifer-Monodram (1999–2000) nach einem Gedicht von Johannes Kühn

### Orgelwerke
- Hommage à Pérotin (1978) für Orgel
- Fünf Strophen (1989) für Orgel
- La nuit de Pâques (1980). Eine Litanei für Orgel und Live-Elektronik
- Innenlicht (1982) für Orgel
- Sieben Stücke zur Passionszeit (1983) für Orgel
- Enigma I (1989) für Violine und Orgel
- Monodie für I. in memoriam Isang Yun (1995) für Orgel
- Drei Engel für Scelsi (2001) für drei Klarinetten und Orgel
- Vier Carillons über C-A-G-E (2001) für Orgel
- Norge (2007). Bergresonanzen mit Hirtenrufen für Orgel

## Diskographie
- Canzona lirica e danza di morte. Reinbert Evers (Gitarre). CD Darbinghaus und Grimm 3292
- Cis-Cantus II. trio basso. CD Koch-Schwann 310 041
- Enigma I. Christiane Edinger (Violine), Theo Brandmüller (Orgel). CD MDG 625 0551-2
- Enigma III „Ex oriente lux“. Albert Schönberger (Orgel), Benedikt Sturm und Christopher Ludwig (Knabensoprane des Mainzer Domchors), Mainzer Dombläser, Leitung: Mathias Breitschaft. CD „Komponisten aus Rheinland-Pfalz“, Studio Tonmeister 10778-01
- „Und der Mond heftet ins Meer ein langes Horn aus Licht und Tanz …“. Contra-Trio, Radio-Sinfonieorchester Saarbrücken, Leitung: Marcello Viotti. CD MDG 625 0551-2

## Schüler
Zu seinen Schülerinnen und Schülern zählen u. a. Manuel Gera (* 1963), Zeynep Gedizlioğlu (* 1977), Wolfram Graf (* 1965), Han Aseon (* 1963), Christian Klein (* 1967), Stefan Lindemann (* 1969), Karola Obermüller (* 1977), Javier Party (* 1980), Marc Schubring (* 1968), Wang Lin (王琳) (* 1976), Dan Zerfaß (* 1968), Hyeyoon Ahn (* 1980).